# Ким Тили
Ким Тили (фр. Kim Tillie; Кањ на Мору, 15. јул 1988) је француски кошаркаш. Игра на позицији крилног центра.

## Биографија
Тили је у периоду од 2006. до 2010. године похађао амерички Универзитет Јута на коме је играо за екипу Јута јутса. На НБА драфту 2010. није изабран, те је уследио повратак у родну Француску.
Прве две сениорске сезоне одиграо је у Асвелу, а запажене игре у том клубу донеле су му место на Ол-стар утакмици француског првенства за 2012. годину. Наредне две сезоне провео је у Мурсији. У јулу 2014. потписао је за Саски Басконију и њене боје је бранио пуне три сезоне. У сезони 2017/18. је био играч Олимпијакоса.
Члан је репрезентације Француске. Са сениорском селекцијом освојио је бронзану медаљу на Светском првенству 2014. године. Са јуниорима се такође окитио бронзаном медаљом и то на Светском првенству 2007. године.

## Успеси

### Репрезентативни
- Светско првенство:  2014.
- Светско првенство до 19 година:  2007.

### Појединачни
- Најкориснији играч кола Евролиге (1): 2016/17. (1)
- Учесник Ол-стар утакмице Првенства Француске (1): 2012.